# Druckfeder

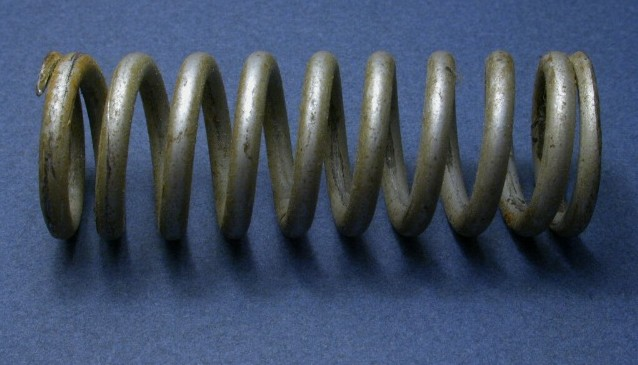
Schraubendruckfeder

Die Druckfeder (auch Schraubendruckfeder) ist eine zur Aufnahme von Druckkräften vorgesehene Schraubenfeder. Im Unterschied zur Schraubenzugfeder sind ihre Endwindungen nicht zu Ösen, über die die Zugkraft formschlüssig eingeleitet wird, abgewinkelt weggebogen. Die jeweils letzte Windung ist hingegen nur an die vorletzte Windung angelegt und  mitunter zusätzlich über etwa 3/4 des Umfangs abgeschliffen, so dass sie in eine Ebene senkrecht zur Schraubenachse zu liegen kommen. Sonst besteht zwischen allen Windungen ein Zwischenraum. Die Summe der Zwischenräume ist der maximal mögliche Federweg.

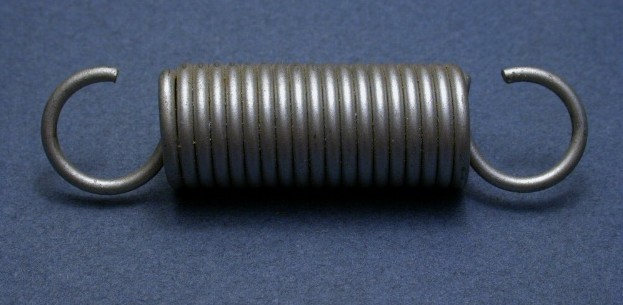
Schraubenzugfeder

## Gestaltung einer Druckfeder
Bauformen:
- Zylindrisch (häufigste Anwendung): Zylindrische Druckfedern weisen über die gesamte Federlänge einen konstanten Windungsduchmesser auf.
- Kegelförmig: Bei konischen Druckfedern verkleinert sich der Windungsduchmesser von einem Federende zum anderen; die Federkennlinie (Kraft über Weg) ist progressiv ansteigend.
- Tonnenförmig: Doppelkonische Druckfedern bezeichnet man auch als Tonnenfeder; sie haben an den Enden einen kleineren Windungsduchmesser als in der Mitte. Eine Untergruppe der tonnenförmigen Feder ist die Miniblockfeder mit sich änderndem Windungsabstand und Drahtdurchmesser.
- Taillenförmig: Taillenfedern haben an den Enden einen größeren Windungsduchmesser als in der Mitte.
- Bogenförmig: Gebogene Druckfeder (Bogenfedern), welche einen konstanten Windungsduchmesser aufweist. Anstatt der eingeleiteten Druckkraft kann auch das aus ihr folgende Drehmoment um den Mittelpunkt der kreisförmig gebogenen Schraubenachse angegeben werden.

Endwindungen:
- Angelegte Endwindungen: Um die Krafteinleitung in den Federkörper möglichst axial sicherzustellen, können die beiden gegenüberliegenden Endwindungen (oder auch mehrere Windungen) so ausgelegt werden, dass diese sich unmittelbar berühren.
- Geschliffene Endwindungen: Zur Auflageverbesserung können die Endwindungen geschliffen werden.

Hülse und Dorn:
Um das Ausknicken von Druckfedern bei einwirkenden Kräften zu verhindern, können diese von Hülsen umschlossen oder durch einen innenliegenden Dorn gestützt werden.

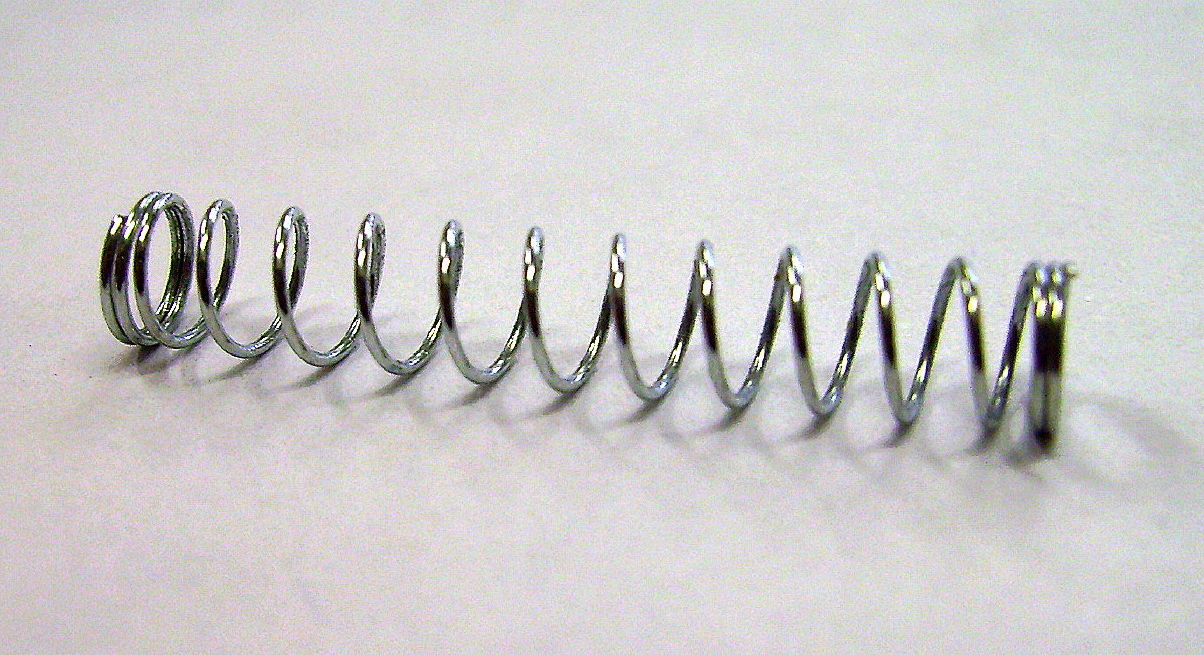
Zylindrische Feder mit angelegten Endwindungen
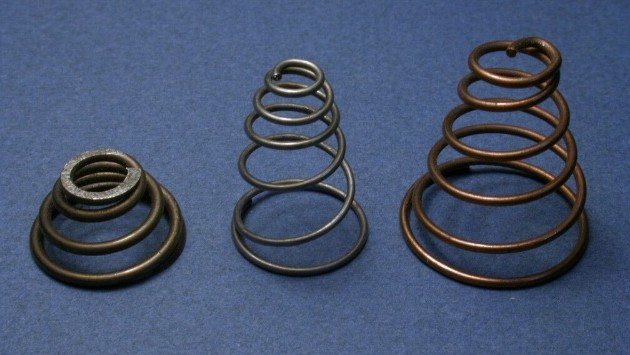
Konische Federn (Kegelfedern); bei der linken ist eine geschliffene Endwindung zu erkennen.
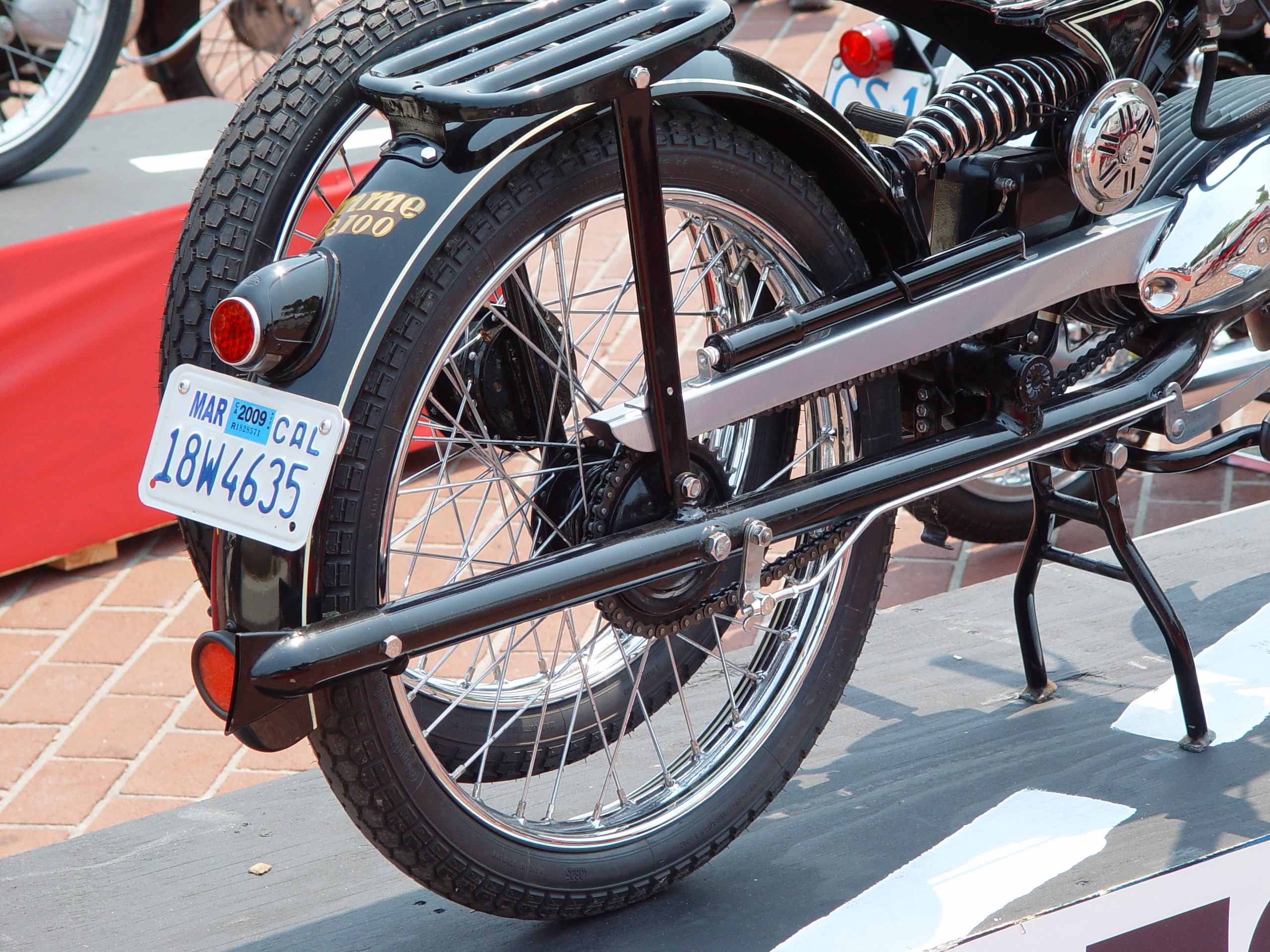
Tonnenfeder (unter dem Sattel)
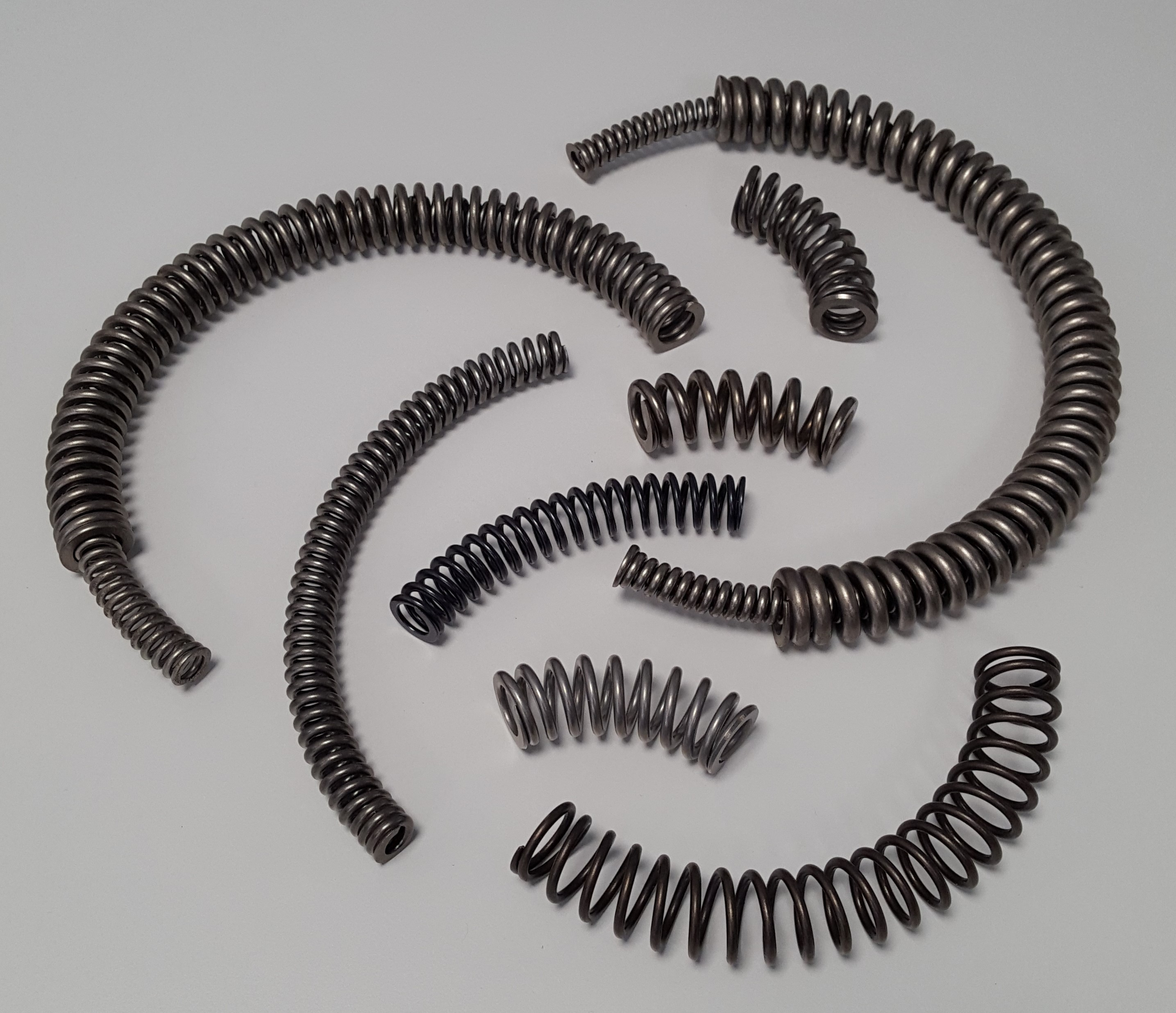
Bogenfedern und Bogenfedersysteme (Set aus Innen- und Außenbogenfeder)

## Geometrische Kenngrößen
Eine Auswahl von Kenngrößen:
- d Drahtdurchmesser in mm
- D Mittlerer Windungsdurchmesser in mm
- L0 Länge der unbelasteten Feder in mm
- Lc Blocklänge in mm; das ist die Länge der Feder bei unmittelbar aneinander liegenden Windungen
- n Anzahl der federnden Windungen (i. d. R. sind 3/4 der jeweiligen Endwindung nicht federnd)
- nt Gesamtzahl der Windungen